# Apodynerus formosensis
Apodynerus formosensis är en stekelart som först beskrevs av Schulthess 1934.  Apodynerus formosensis ingår i släktet Apodynerus och familjen Eumenidae.

## Underarter
Arten delas in i följande underarter:
- A. f. continentalis
- A. f. indicus